# Mirmande

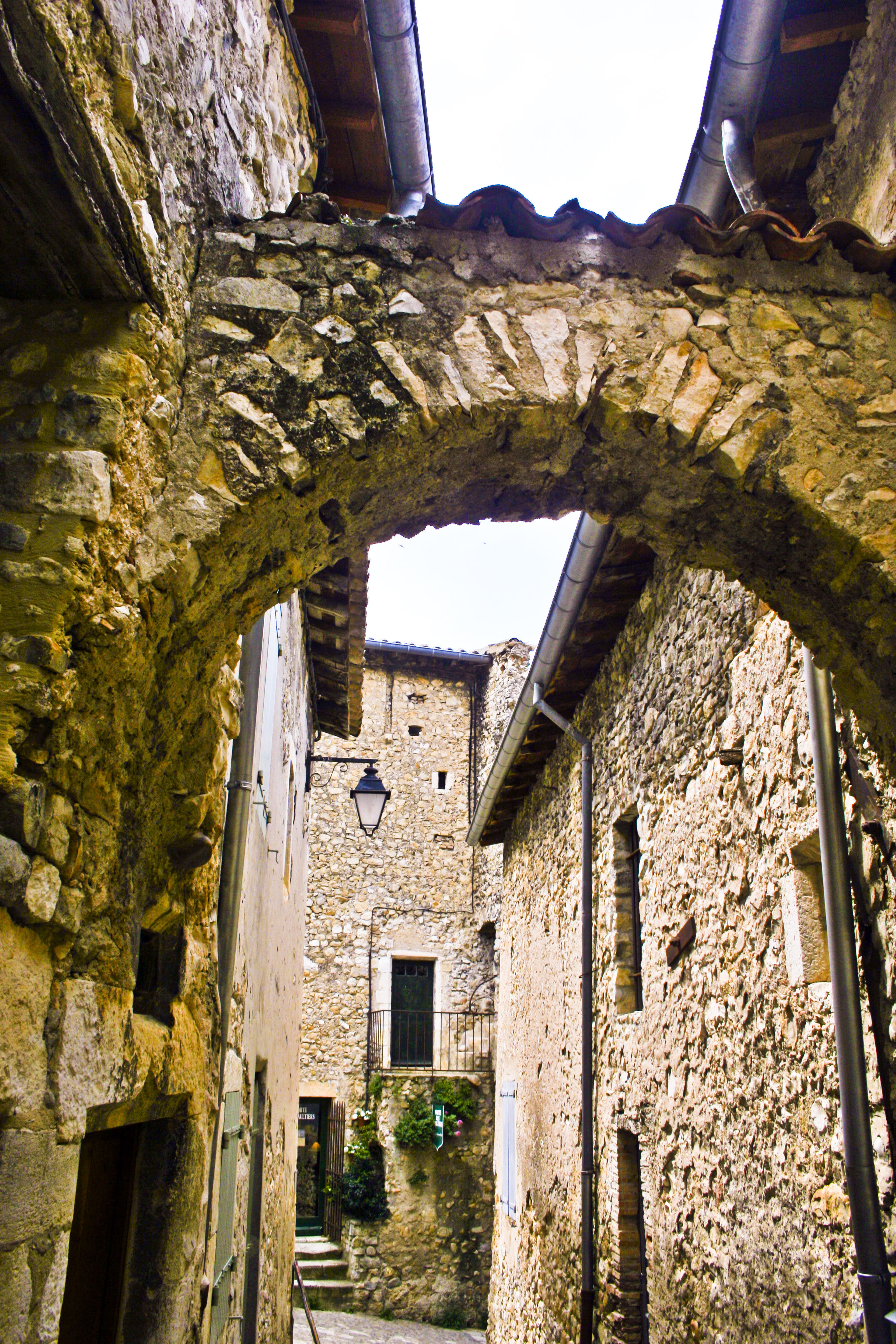
Starówka w Mirmande, 2009

Mirmande – miejscowość i gmina we Francji, w regionie Owernia-Rodan-Alpy, w departamencie Drôme.
Według danych na rok 1990 gminę zamieszkiwało 497 osób, a gęstość zaludnienia wynosiła 19 osób/km² (wśród 2880 gmin regionu Rodan-Alpy Mirmande plasuje się na 1147. miejscu pod względem liczby ludności, natomiast pod względem powierzchni na miejscu 307.).